# Agrias aymesi
Agrias aymesi är en fjärilsart som beskrevs av Le Moult 1926. Agrias aymesi ingår i släktet Agrias och familjen praktfjärilar. Inga underarter finns listade i Catalogue of Life.